# La mujer de al lado
La mujer de al lado (en francés, La Femme d'à côté) es una película dramática francesa de 1981 dirigida por François Truffaut. Inspirada en la leyenda medieval de Tristán e Isolda pero traslada a la actualidad con dos jóvenes de clase media de una ciudad de provincias, nos cuenta la historia de un romance fatal entre un esposo enamorado (Gérard Depardieu) y una mujer atractiva (Fanny Ardant) que vive en el piso de al lado. La última de las películas serias de Truffaut, seguida por la más desenfadadaVivement dimanche!, que a la postre sería su obra póstuma.

## Argumento
Bernard vive feliz con su esposa Arlette y su hijo Thomas en un pueblo en las afueras de Grenoble. Un día, un matrimonio, Philippe y Mathilde, se mudan a la casa de al lado. Bernard y Mathilde están impactados al conocerse porque años antes, cuando ambos solteros, tuvieron una tormentosa aventura que terminó dolorosamente. Al principio, Bernard evita a Mathilde, hasta que un encuentro fortuito en un supermercado despierta pasiones enterradas durante mucho tiempo y pronto, mientras son vecinos abiertamente afables, en secreto persiguen una aventura. Aunque a ambos les resulta insoportable la tensión de vivir una vida familiar y laboral normal, es Bernard quien se rompe primero. Después de revelar públicamente su pasión violenta por Mathilde en una fiesta en el jardín, se mantiene alejado de ella y los dos hogares intentan seguir adelante con sus vidas. Pero la rechazada Mathilde luego se rompe y, después de colapsar públicamente en el club de tenis, es hospitalizada por la depresión. 
Philippe Bauchard se traslada con el fin de alejar a Mathilde. Pero una tarde, Bernard ve luz en la casa vecina, que consideraba desocupada. Mathilde está allí.

## Reparto
- Gérard Depardieu
- Fanny Ardant
- Henri Garcin
- Michèle Baumgartner
- Roger Van Hool
- Véronique Silver

## Premios y nominaciones

### Nominaciones
- 1982. César a la mejor actriz para Fanny Ardant
- 1982. César a la mejor actriz secundaria para Véronique Silver